# جون فرازير (لاعب كرة قدم مواليد 1978)
جون فرازير (بالإنجليزية: John Fraser)‏ هو لاعب كرة قدم بريطاني في مركز الوسط، ولد في 17 يناير 1978 في دنفيرملين في المملكة المتحدة. لعب مع دونفرملين أثلتيك ونادي اربوراث ونادي روس كاونتي ونادي ستيرلينغ ألبيون ونادي كلايد.

## وصلات خارجية
- جون فرازير (لاعب كرة قدم مواليد 1978) على موقع Soccerbase.com (لاعب) (الإنجليزية)